# Chlorocoma vertumnaria
Chlorocoma vertumnaria là một loài bướm đêm trong họ Geometridae.